# Göritz (Drebkau)
Göritz, niedersorbisch Chórice, ist ein Wohnplatz in Casel, einem Ortsteil der Stadt Drebkau im Landkreis Spree-Neiße im Südosten des Landes Brandenburg. Bis zum 1. Januar 1926 war Göritz eine eigenständige Gemeinde. Bis dahin trug der Ort zur Unterscheidung zu Göritz b. Vetschau den Namen Göritz b. Alt Döbern. Der Ort wurde in den Jahren 1977 und 1984 zu Gunsten des Braunkohleabbaus in der Lausitz teilweise devastiert.

## Lage
Göritz liegt in der Niederlausitz und im Norden des Lausitzer Seenlandes, etwa acht Kilometer Luftlinie nordwestlich von Drebkau. Umliegende Ortschaften sind Casel im Norden, Greifenhain im Südosten, sowie die im Landkreis Oberspreewald-Lausitz gelegene Stadt Altdöbern im Südwesten mit ihren Ortsteilen Peitzendorf und Reddern im Westen. Göritz liegt im Lausitzer Braunkohlerevier und grenzt im Süden unmittelbar an das Restloch des Tagebaus Greifenhain. Die ehemaligen Nachbardörfer Buchholz und Nebendorf wurden vollständig abgebrochen.
Göritz ist Teil des amtlichen Siedlungsgebietes der Sorben/Wenden.

## Geschichte
Göritz wurde erstmals im Jahr 1503 unter dem Namen Goricz urkundlich erwähnt. Der Ortsname stammt aus dem Sorbischen und geht laut Reinhard E. Fischer auf den Namen Chor zurück, welcher sich vermutlich auf einen ehemaligen Dorfbesitzer bezieht. Der sorbische Ortsname geht auf das Wort chóry, was krank bzw. mager bedeutet.
Laut der Topographisch-statistischen Übersicht des Regierungsbezirks Frankfurt a. d. O. aus dem Jahr 1844 gehörte zu Göritz ein Rittergut, das damals von einem Herrn Richter belehnt wurde. Der Ort hatte damals 13 Wohngebäude und 58 Einwohner und verfügte über eine Wassermühle. Eingepfarrt war Göritz nach Wüstenhain. Im Jahr 1867 hatte Göritz 62 Einwohner in nur noch 10 Wohngebäuden, das Rittergut gehörte damals einem Oberstleutnant Larich aus Reddern.
Der Ort Göritz war für den Abriss und die Überbaggerung durch den Braunkohletagebau Greifenhain vorgesehen. In den Jahren 1977, 1983 und 1984 kam es zu mehreren Teilortsabbrüchen, von denen nur ein Gebäude verschont wurde. Die Anzahl der umgesiedelten Bewohner ist unbekannt.
Beim Wiener Kongress im Jahr 1815 wurden nach der Niederlage des Königreiches Sachsen Gebietsabtretungen an das Königreich Preußen beschlossen, die auch Göritz betrafen. Danach lag die damalige Gemeinde im Landkreis Calau im Regierungsbezirk Frankfurt in der Provinz Brandenburg. Am 1. Januar 1926 wurde Göritz als Gemeinde aufgelöst und nach Casel eingemeindet. Nach dem Ende des Zweiten Weltkrieges wurde Göritz Teil der Sowjetischen Besatzungszone und später der DDR. Bei der Kreisreform am 25. Juli 1952 kam die Gemeinde Casel mit dem Ortsteil Göritz an den Kreis Cottbus-Land im Bezirk Cottbus. Nach der Wende wurde der Kreis Cottbus-Land in Landkreis Cottbus umbenannt. Im Zuge der Kreisreform Brandenburg 1993 kam die Gemeinde Casel mit ihren Ortsteilen an den neu gegründeten Landkreis Spree-Neiße und wurde dort vom Amt Drebkau (Niederlausitz) verwaltet. Am 31. Dezember 2001 wurde Casel in die Stadt Drebkau eingemeindet und das Amt Drebkau (Niederlausitz) wurde aufgelöst. Göritz wurde dabei zu einem Wohnplatz herabgestuft.

## Bevölkerungsentwicklung
| 1875 | 52 | 1910 | 33 |
| 1890 | 63 | 1925 | 32 |

## Nachweise
1. ↑  Reinhard E. Fischer: Die Ortsnamen der Länder Brandenburg und Berlin: Alter - Herkunft - Bedeutung. be.bra Wissenschaft, 2005, S. 66.
2. ↑  Arnošt Muka: Ḿeńa ds. městow a wsow. (1911–1928).
3. ↑  Topographisch-statistische Übersicht des Regierungsbezirks Frankfurt a. d. O. 1844, S. 21 (bsb-muenchen.de).
4. ↑  Statistisches Bureau der Königlichen Regierung zu Frankfurt a. O.: Topographisch-statistisches Handbuch des Regierungs-Bezirks Frankfurt a. O. Verlag von Gustav Harnecker u. Co., Frankfurt a. d. O. 1867, Online bei Google Books, S. 25
5. ↑  Göritz im Archiv verschwundener Orte. Archiv verschwundener Orte, abgerufen am 12. Juli 2018.
6. ↑  Göritz im Geschichtlichen Ortsverzeichnis. Abgerufen am 12. Juli 2018.
7. ↑  Historisches Gemeindeverzeichnis des Landes Brandenburg 1875 bis 2005. (PDF; 331 kB) Landkreis Spree-Neiße. Landesbetrieb für Datenverarbeitung und Statistik Land Brandenburg, Dezember 2006, abgerufen am 12. Juli 2018.